# みたかシティバス

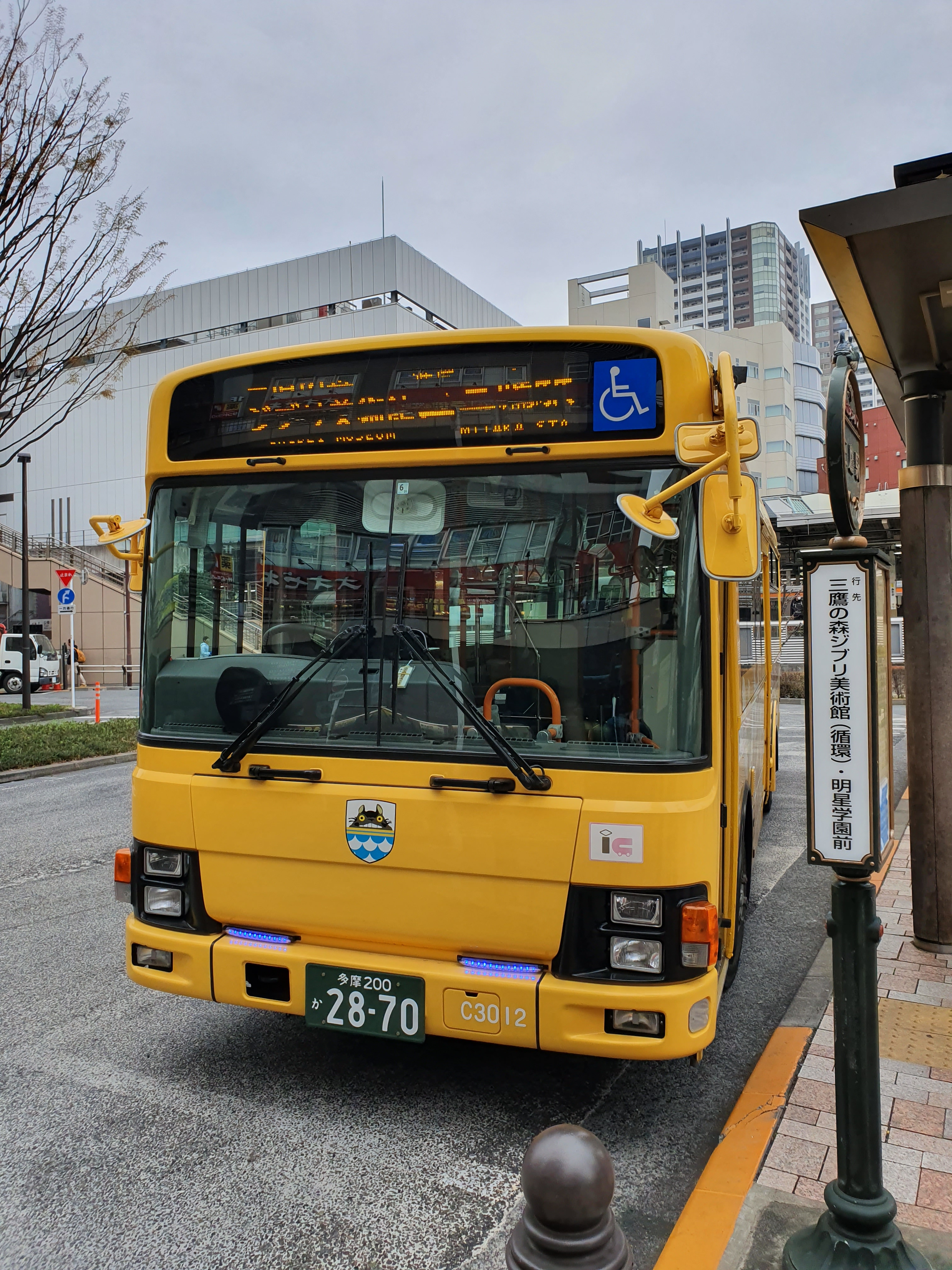
みたかシティバス「三鷹の森ジブリ美術館ルート」専用車両（小田急バス C3012号車）
スタジオジブリのキャラクターが車体に描かれている。

みたかシティバスは、東京都三鷹市が運行するコミュニティバス。三鷹市内の交通空白地帯の解消を目的として運行されている。全路線を小田急バス武蔵境営業所が運行受託しており、新川・中原ルートのみ京王バス調布営業所との共同運行となっている。
近隣の2つの市と2路線を共同運営していることが特徴で、つつじヶ丘駅を発着する新川・中原ルートは調布市内に乗り入れるため、調布市との共同運営となっている（運行主体は三鷹市で、調布市が共同事業として支援する）。また、三鷹市内に乗り入れるムーバス7号線「境・三鷹循環」は、三鷹市と武蔵野市の共同運営（運行主体は武蔵野市）で、みたかシティバスとしての6路線目でもある（運行受託は小田急バス武蔵境営業所）。

## 概要
「赤とんぼバス」の愛称が付けられた赤い小型車を使用する4路線、スタジオジブリデザインの黄色い専用車両を使用して三鷹駅北口と三鷹の森ジブリ美術館を結ぶ「三鷹の森ジブリ美術館ルート」および、武蔵野市と共同運営のムーバス7号線「境・三鷹循環」を含む、合計6路線が運行されている。
「赤とんぼバス」の愛称は、童謡「赤とんぼ」の作詞者である詩人の三木露風が、三鷹市牟礼在住であったことにちなむ。「赤とんぼ」の曲は三鷹市の防災無線にも採用されている。
1998年11月3日、最初の「赤とんぼバス」北野ルートが開業した。これは武蔵境駅南口から三鷹市役所と市内東南部の北野地区を結んでいた境94系統（野崎・北野公園経由）を前身とする路線で、境94系統の廃止直前は平日のみ1日4本にまで運行回数が減少していた。この路線を元にコミュニティバス化して、北野地区から市役所や鉄道駅へのアクセス向上を図ったものである。
2001年10月1日の三鷹の森ジブリ美術館開館に合わせ、三鷹の森ジブリ美術館ルートが同日開業し、ジブリ専用カラーのラッピング車両が使用開始された。
2012年3月26日、調布市と共同運営の新川・中原ルートが開業し、京王バス調布営業所がみたかシティバスの運行に参入した。
1998年の開業以来、7路線（ムーバス7号線を含む）が運行されていたが、2017年3月30日に「赤とんぼバス」で大規模な路線再編が行われた。市役所近くに建設された三鷹市の施設「三鷹中央防災公園・元気創造プラザ」の開業（正式オープンは同年4月1日）に合わせたもので、これにより西部ルートと三鷹台ルートが「三鷹台・飛行場ルート」として統合の上で経路変更され、みたかシティバスの路線が一つ減り6路線となった。
それ以前は北野ルートと、統合前の西部ルートと三鷹台ルートの3ルートが三鷹市役所を経由していたが、路線再編により市役所経由は北野ルート、三鷹台・飛行場ルートの2ルートとなった。同時に「三鷹中央防災公園・元気創造プラザ」を中心とする運行に変更され、新川・中原ルートが杏林大学病院から同プラザまで延伸、北野ルート、統合新設された三鷹台・飛行場ルートともに3ルートが同プラザに乗り入れるようになった（なお、翌2018年9月1日より、新川・中原ルートの早朝夜間便は杏林大学病院発着に戻されている）。
また、2017年3月30日の路線再編に合わせ、小田急バスの「赤とんぼバス」車両には、宮﨑駿デザインの三鷹市キャラクター「Poki（ポキ）」をあしらった全6色のラッピングが施された。京王バスの専用車両（1台のみ）はラッピングされない（#車両も参照）。

## 沿革
- 1998年11月3日 - 「赤とんぼバス」最初の北野ルート開業。廃止路線の小田急バス境94系統を引き継ぐ形で運行開始。
- 2000年5月29日 - 三鷹台ルート開業。三鷹駅北口と三鷹台駅を結ぶ路線として運行開始。
- 2001年3月30日 - 西部ルート開業、武蔵境駅南口発着の循環路線として運行開始。
- 2001年10月1日 - 三鷹の森ジブリ美術館開館に合わせ、三鷹の森ジブリ美術館ルート、明星学園ルート開業。
- 2002年11月 - 西部ルートの経路を変更、武蔵境駅を発着しなくなる。
- 2007年3月31日 - ムーバス7号線「境・三鷹循環」開業。武蔵野市との共同運営。
- 2011年
  - 「赤とんぼバス」に小型ノンステップバス導入開始。初代車両の代替が始まる。
  - 三鷹の森ジブリ美術館ルート専用車に中型ノンステップバス導入、初代車両を代替。
- 2012年3月26日 - 新川・中原ルート開業。調布市との共同運営、京王バスと共同運行。
- 2017年3月30日 - 「三鷹中央防災公園・元気創造プラザ」開設に合わせ、大規模な路線再編を行う。
  - 新川・中原ルートの終点を、杏林大学病院から同プラザへ延伸。
  - 西部ルートと三鷹台ルートを統合し「三鷹台・飛行場ルート」とする。
  - 「赤とんぼバス」の車両に「Poki」ラッピングが施される[10]。
- 2018年9月1日 - 新川・中原ルートの朝夕便の終点を杏林大学病院へ戻す[8][11][12]。
- 2019年3月1日 - 北野ルート、三鷹台・飛行場ルートでダイヤ改正。両方面とも三鷹市役所前経由に経路変更[1]。
- 2020年2月 - 2月から3月にかけて、三鷹市制70周年記念ラッピングに変更（2021年1月末まで運行予定）[13]。
- 2021年2月6日 - 同日より、市の特産品であるキウイフルーツと市のキャラクター「Poki（ポキ）」が描かれた新デザインのラッピングに変更[14]。
- 2022年10月24日 - 三鷹台・飛行場ルートを短縮し、「三鷹台・杏林大学病院ルート」として実証運行開始。
- 2023年5月16日 - 三鷹台・杏林大学病院ルートを「三鷹台ルート」に改称し、三鷹中央防災公園・元気創造プラザへの延伸と、全日同ダイヤに改正。
- 2024年12月16日 ‐新川・中原ルートの運行を全便京王バスに移管し、小田急バスは同路線から撤退(廃止)。

## 運行内容

### 運賃など
運賃は大人 ICカード230円・現金230円、小児 ICカード120円・現金50円、全線均一・前払い。PASMO・Suicaなどの交通系ICカードが利用できる。。バス利用特典サービス（バス特）のバスポイントも付与されていたが、2021年に小田急バス・京王電鉄バスがバス特のサービスを終了したため、みたかシティバスでのバスポイント付与も終了した。
東京都シルバーパスでの乗車が可能。身体障害者手帳・愛の手帳、東京都発行の精神障害者保健福祉手帳の提示により障害者運賃割引あり（小児運賃と同額）。
小田急バスのIC定期券、1日フリーパスが利用できる（新川・中原ルート、ムーバス7号線を除く）。

### 他市との共同運営路線での運賃の扱い
調布市と共同運営の新川・中原ルートでは、小田急運行便であっても小田急バスのIC定期券・1日フリーパスは利用できない。また京王運行便であっても、京王バスの金額式IC定期券「モットクパス」・IC都区内一日乗車券・全線一日フリー乗車券（紙式）は利用できない。
武蔵野市と共同運営のムーバス三鷹・境循環（7号路線）では、小田急バスのIC定期券・1日フリーパス、東京都シルバーパスは利用できない。運賃はムーバスの他路線と同じく100円均一で、ムーバス専用回数券が利用できる。

### 三鷹の森ジブリ美術館往復割引乗車券
みたかシティバス専用の割引乗車券があり、三鷹台・飛行場ルート（旧・西部ルート）から小田急バスの指定系統に無料で乗り継げる専用乗継カード、三鷹駅 - 三鷹の森ジブリ美術館前の往復割引乗車券が発売されている。販売場所、利用方法など詳細は、三鷹市および小田急バスの公式サイトを参照。

### みたかシティバス専用乗換カード
西部ルート時代
2002年11月からの経路変更で、西部ルートは武蔵境駅南口発着ではなくなったため、その代替措置として、従来のJR中央線（武蔵境駅・三鷹駅）方面からの利用者の便宜を図るため、小田急バスの一般路線と無料で乗り継ぎ可能な西部ルート専用の磁気式乗車カード（プリペイドカード）「みたかシティバス専用乗換カード」が2,000円で発売されていた。
これは調布飛行場 - 大沢間および三鷹市役所前 - 杏林大学病院間の各停留所で、西部ルートと小田急バスの指定系統（鷹51・鷹54・鷹58・境91）を乗り継ぐ場合、2回目の乗車時に乗換カードを磁気カードリーダーに挿入すると、1回目からの通し運賃で乗車（無料乗り継ぎ）できるものである。西部ルート以外のみたかシティバス路線、指定系統以外の一般路線バスでは利用できない。
かつては磁気カードタイプで発売されていたが、2016年頃より非磁気タイプの乗車券で発売されるようになった。
三鷹台・飛行場ルート時代
2017年3月30日、西部ルートが三鷹台ルートに統合され、三鷹台・飛行場ルートになった後も「みたかシティバス専用乗換カード」は引き続き発売されたが、利用方法が変更されている。無料乗り継ぎできる小田急バスの一般路線バスの系統と販売価格は同様で、利用方法が変更されており、1乗車目は乗換カードを提示し、2乗車目は「補助乗車証」を運賃箱に投入する方式になった。
三鷹駅北口発着であった三鷹台ルートも、路線再編による統合でJR中央線へ接続しなくなったため、統合後の三鷹台・飛行場ルートにも乗換カードが引き続き適用されることとなった。
専用乗換カード利用終了
2020年3月31日をもって「みたかシティバス専用乗換カード」の発売を終了、同年9月30日をもって利用を終了することが発表された。払い戻しは小田急バス武蔵境営業所と小田急バス三鷹案内所（三鷹駅北口）のみで行う。払い戻し取扱期間の2019年11月1日～2020年12月31日（予定）は無手数料での払い戻しを行い、以降の払い戻し対応はしない。払い戻しの際は乗換カードと「補助乗車証」の両方を持参する必要がある。

## 現行路線

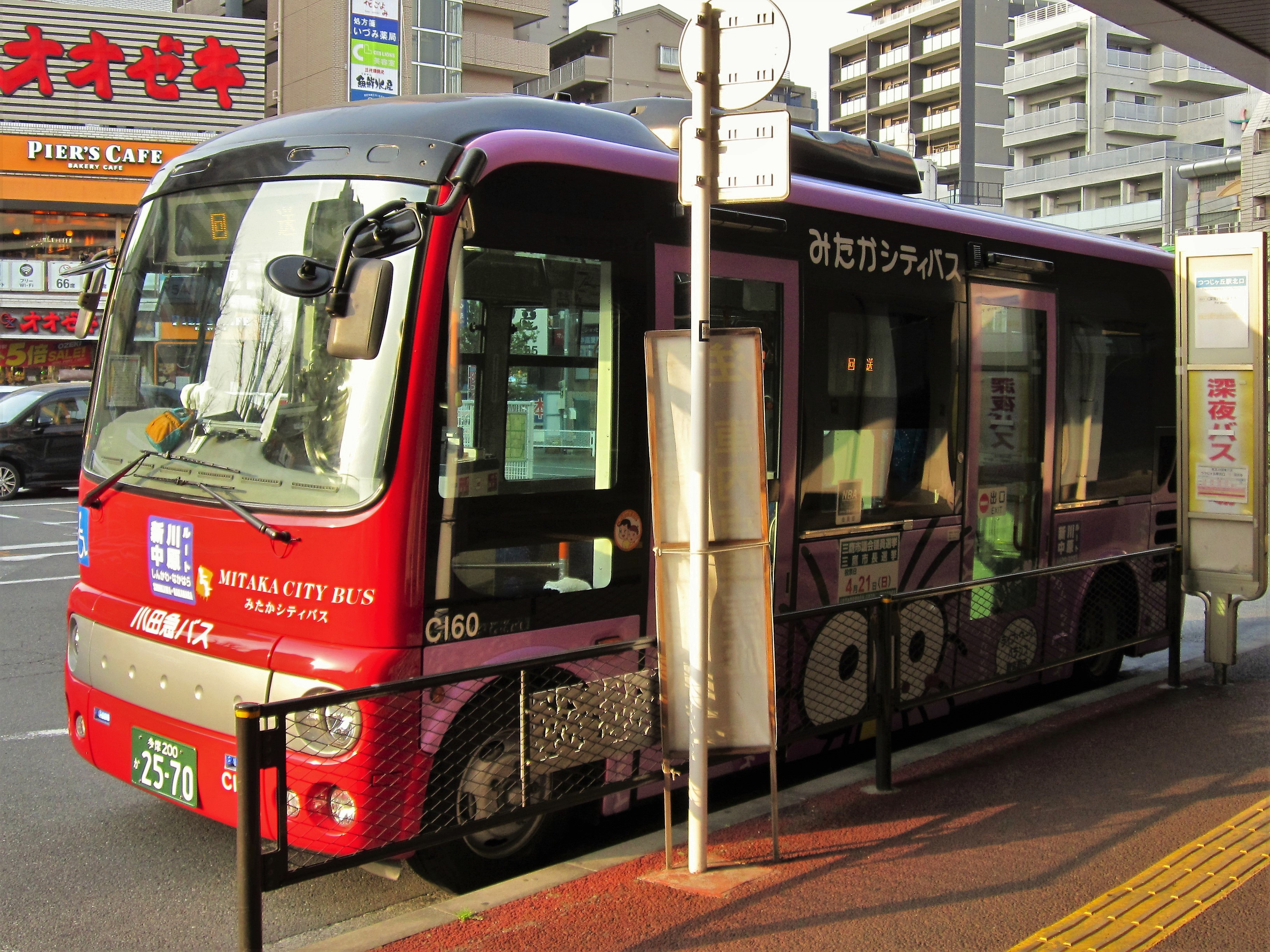
調布市と共同運営の「新川・中原ルート」
つつじヶ丘駅北口にて
（小田急バス C160号車）

### 北野ルート
- 三鷹駅南口 - 塚 - 野崎 - 三鷹市役所前 - 三鷹中央防災公園・元気創造プラザ - 新川通り - 新川宿 - （北野公園→／←南牟礼・新川二丁目） - 北野

1998年11月3日開業。三鷹駅、三鷹市役所と市内南東部の北野地区を結ぶ。北野地区は左回り循環。北野ルートの新川宿 - 北野は、ループ状の一方通行になっている。
2017年3月30日の路線再編でルート変更。三鷹中央防災公園・元気創造プラザの開設（正式オープンは同年4月1日）にともない経由するようになった。

### 明星学園ルート
- 三鷹駅南口 - （文化園西→／←山本有三記念館） - 万助橋 - （三鷹の森ジブリ美術館→／←） - 明星学園入口 - 明星学園前

2001年10月1日開業。三鷹駅と市内北東部の三鷹の森ジブリ美術館、明星学園を結ぶ。
往復とも同一経路だが、三鷹駅 - 万助橋間では、玉川上水を挟んで上り・下りで一方通行であるため、停車する停留所が異なる。万助橋 - 明星学園前間は、小田急バスの一般路線・吉11系統と並行している（ただし同系統は三鷹の森ジブリ美術館には停車しない）。

### 三鷹の森ジブリ美術館ルート

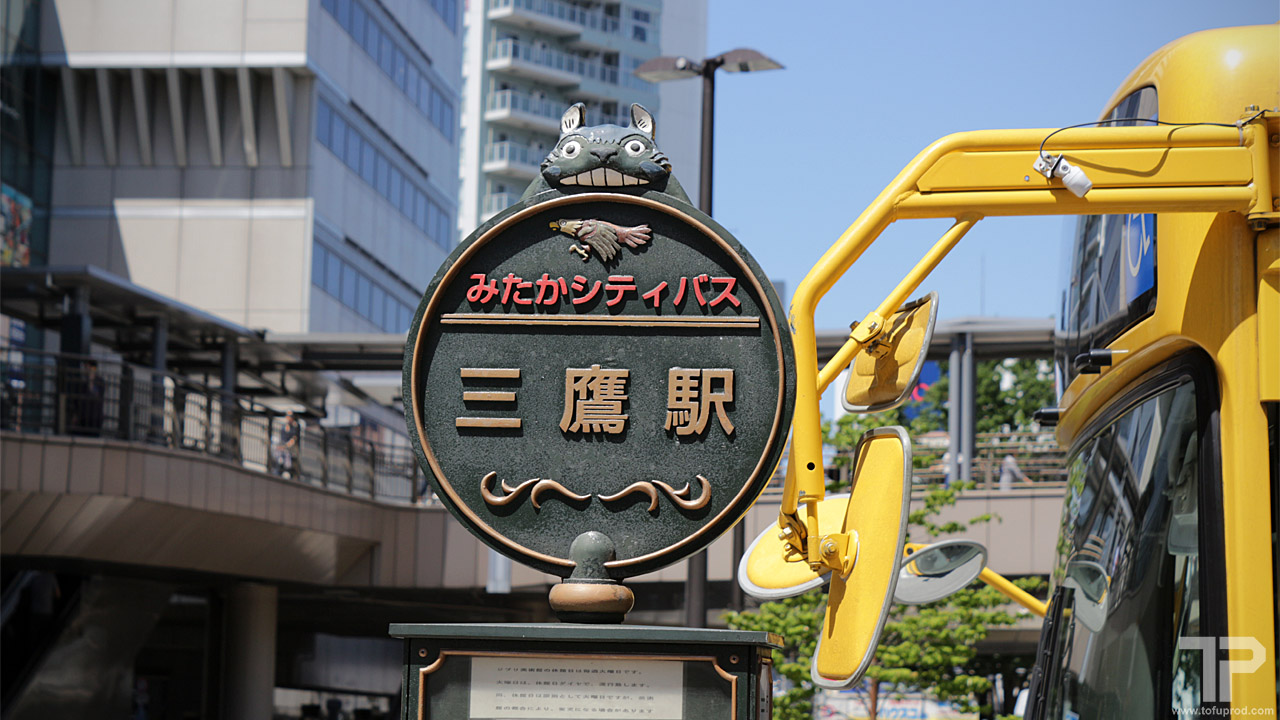
三鷹の森ジブリ美術館ルートの専用バス停
（三鷹駅南口にて）

- 三鷹駅南口→文化園西→万助橋→三鷹の森ジブリ美術館→明星学園入口→南浦→三鷹駅南口

2001年10月1日開業。スタジオジブリデザインの黄色い専用車両で運行される。バス停留所もジブリキャラクターをあしらった専用デザインになっている。
三鷹駅と三鷹の森ジブリ美術館の間を右回り循環する。小田急バス三鷹駅南口案内所で、専用の往復割引乗車券が発売されている（大人320円・小児160円）。なお、同美術館の休館日は運行が無い。

### 新川・中原ルート
- 三鷹中央防災公園・元気創造プラザ - 杏林大学病院 - 新川交番東 - 新川団地中央 - 中原四丁目 - 金子 - つつじヶ丘駅北口

2012年3月26日開業。京王線つつじヶ丘駅北口と、市内南東部の新川・中原地区、杏林大学病院を結ぶ。ルートの一部は調布市内を経由する。この路線のみ、三鷹市と調布市の共同運営となっている。2024年12月15日までは小田急バスと京王バス（調布営業所）の共同運行で両社の車両が交互に各1台ずつ運行していたが、2024年12月16日以降は京王バスの単独運行となっている。それに伴い、小田急バスの専用車が京王バスに移籍となった。
開業前日の3月25日、杏林大学病院中庭にて開通記念式典が行われた。その際には京王バスの専用車両の納入が間に合わず、京王バスカラーのポンチョ（L20903）が式典に参加した。その後、同年5月に京王バスの専用車両（L21210）が納入された。京王バスのみたかシティバス専用車両はこの1台のみである。
ルート内の中仙川通り（つつじヶ丘公園西 - 中西 - 中原地区公会堂 - 中原四丁目 - 中原高架下児童遊園）の約1.2kmの区間には、車両制限令による幅員基準を満たさない狭隘路（最狭部幅員約3.0m）が存在するが、対向車との行き違いのための待避所を5か所（うち3か所はバス停留所）を設置することで運行可能とした。なお同様の例が、同じ京王バス（永福町営業所）が運行する杉並区コミュニティバス「すぎ丸」けやき路線にも存在したが、阿佐ヶ谷住宅の再開発に伴う道路拡幅により解消している。
2017年3月30日の路線再編によりルートが変更され、「三鷹中央防災公園・元気創造プラザ」の開設（正式オープンは同年4月1日）にともない、起終点が杏林大学病院から同プラザへ延伸された。
2018年9月1日より、経路一部変更およびダイヤ改正。朝夕の時間帯に利用の少ない同プラザ停留所への乗り入れを中止し、延伸前と同様に杏林大学病院止まりに変更。同時に朝夕は30分間隔に増便し、1日22往復から24往復に増便した。

### 三鷹台ルート（2代）
- 三鷹台駅 - 三鷹台団地 - 三鷹第一小学校 - 杏林大学病院
- 三鷹台駅 - 三鷹台団地 - 三鷹第一小学校 - 杏林大学病院 - 三鷹中央防災公園・元気創造プラザ - 三鷹台駅

2022年10月24日開業。三鷹台・飛行場ルートが短縮される形で運行開始。2023年9月30日までの実証運行。
杏林大学病院付近は循環経路が組まれ、杏林大学病院方向は南新川・杏林大学病院入口を経由し、三鷹台駅方向は三鷹中等教育学校を経由する。
三鷹中央防災公園方面に行かない便は、三鷹中央防災公園・三鷹農協前・新川通りを経由しない。
2023年5月16日より三鷹台・杏林大学病院から改称され、日中の便が三鷹中央防災公園・元気創造プラザに乗り入れを開始した。
三鷹台駅バス停は駅前が狭隘なため、バスのりばは駅から少し離れた南側の三鷹台駅前通り沿いにあり、小田急バス狛江営業所が担当する仙川三鷹台線（仙01）が京王線の駅へと結んでいる。
この路線は2度名称・経路が変更されていて、順に後述の「三鷹台・飛行場ルート」「三鷹台・杏林大学病院ルート」そして、現在の三鷹台ルートとなる。

### ムーバス7号線 境・三鷹循環

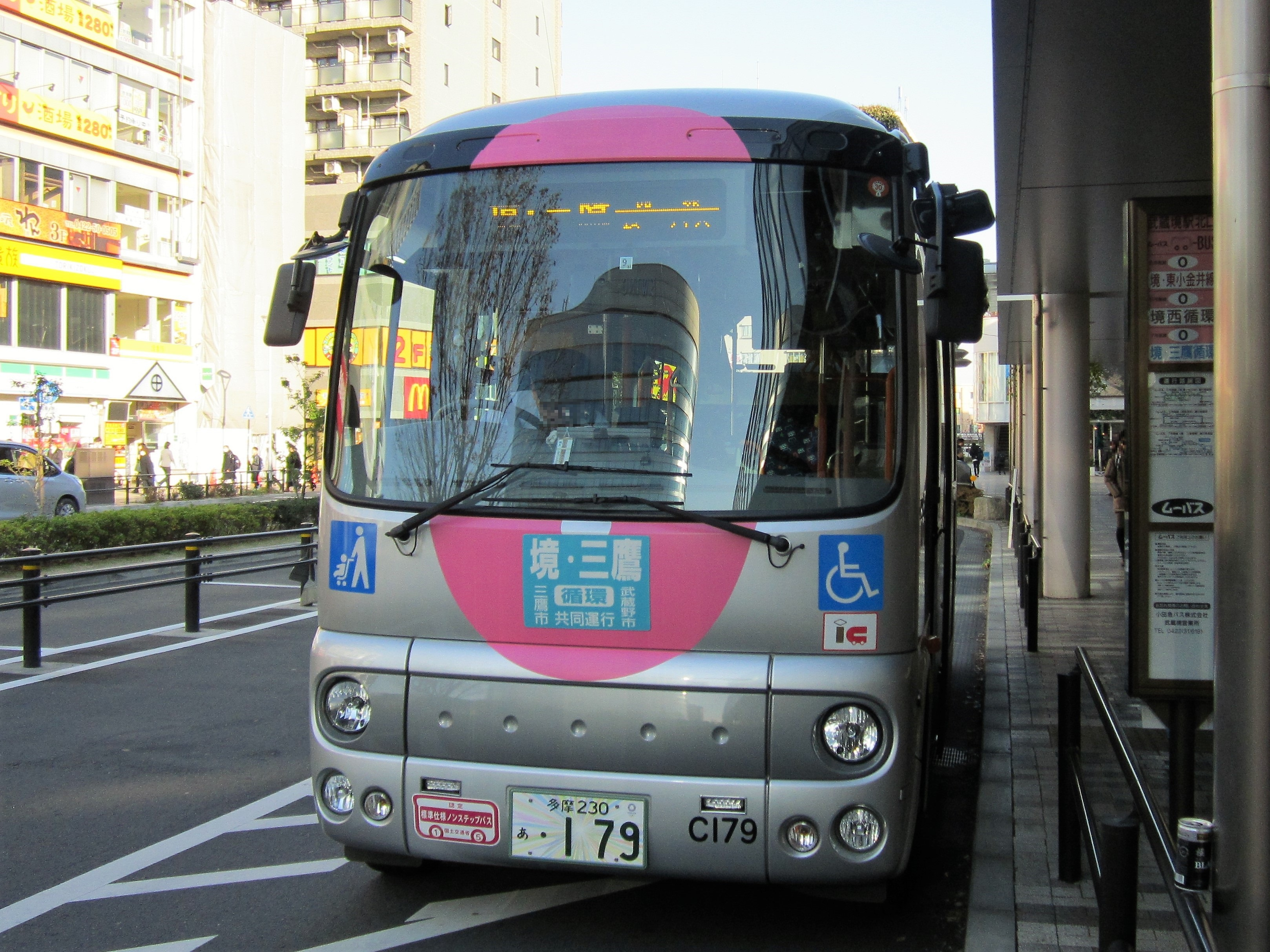
ムーバス7号線 境・三鷹循環の車両
（小田急バス C179号車）

2007年3月31日開業。武蔵境駅北口を起点とし、三鷹駅北口で折り返して武蔵境駅に戻る循環路線。みたかシティバスとしての6路線目でもある。
この路線のみ三鷹市と武蔵野市の共同運営。小田急バス武蔵境営業所が単独で受託している。原則としてムーバスの専用車両で運行される。
経路・運賃、車両などの詳細は「ムーバス 境・三鷹循環（7号線）」を参照。

## 過去の路線

### 西部ルート

#### 開業時のルート
- 武蔵境駅南口 - 調布飛行場（循環・東八道路経由）
武蔵野赤十字病院 - 日本製鋼住宅前 - 井口八幡入口 - 山中住宅 - 三鷹警察署前 - 三鷹市役所前 - 三鷹市福祉会館前 - 都営深大寺住宅 - 野崎八幡 - 吉野西 - 大沢十字路 - 航研調布分館前 - 調布飛行場前 - 大沢橋羽沢小学校前 - 天文台前 - 天文台裏 - 吉野西（ - 武蔵境駅南口へ戻る）

2001年3月30日開業。運行開始時は武蔵境駅南口を起終点として、武蔵野赤十字病院・三鷹市役所と市内西部の大沢地区を結んでいた。当時は杏林大学病院方面には乗り入れていなかった。
東八道路経由で、吉野西停留所から、調布飛行場付近を一周するラケット型循環ルートであった。大沢停留所は停車しない。大沢十字路停留所から調布飛行場周辺の循環ルートは廃止直前と同じ。
武蔵境駅南口から武蔵野赤十字病院までのルートは、前年の2000年11月26日に開業したムーバス3号線 境南 西循環・東循環と重なっている。開業翌年の2002年11月から経路変更され、西部ルートは武蔵境駅発着ではなくなった。

また開業当初は、東八道路上にある調布市内の都営深大寺住宅停留所も経由していた。同停留所の近隣には、三鷹市と調布市で構成する一部事務組合「ふじみ衛生組合」の清掃工場「クリーンプラザふじみ」がある。この清掃工場は二枚橋焼却場の老朽化により1999年に建設が計画され、2013年（平成25年）4月より本格稼働を開始したものである。この停留所は現在も、調布市ミニバス北路線（調37系統）の起終点となっている。

#### 廃止直前のルート
- 杏林大学病院 - 調布飛行場（循環・人見街道経由）
杏林大学病院（構内）- 丸池公園入口 - 杏林大学病院前（吉祥寺通り）- 三鷹中等教育学校 - 新川通り - 三鷹農協前 - 三鷹市役所前 - 野崎（人見街道）- 大沢 - 大沢十字路 - 航研調布分館前 - 調布飛行場前 - 大沢橋羽沢小学校前 - 天文台前 - 天文台裏 - 大沢（- 杏林大学病院へ戻る）

2017年3月30日の路線再編で三鷹台ルートと統合され、三鷹台・飛行場ルートに変更された上で廃止。
市内西部の大沢地区と三鷹市役所、杏林大学病院を結んでいた。開業時からのルート変更により、みたかシティバスでは唯一、鉄道駅を経由しないルートとなっていた。55分～60分間隔で、1日14往復運転されていた。
人見街道経由で、大沢停留所から、調布飛行場付近を左回りに一周するラケット型循環ルートであった。吉野西停留所は停車しない。大沢十字路停留所から調布飛行場周辺の循環ルートは開業時と同じ。

### 三鷹台ルート（1代）

#### 廃止直前のルート
- 三鷹駅南口 - 三鷹台駅（人見街道経由）
三鷹駅南口 - 法専寺前 - 八幡前・三鷹市芸術文化センター前 - 塚 - 野崎 - 三鷹市役所前 - 三鷹農協前 - 杏林大学病院（構内）- （この間に循環経路あり）- 三鷹第一小学校 - 三鷹台団地 - 三鷹台駅

2000年5月29日開業。2017年3月30日の路線再編で西部ルートと統合され、三鷹台・飛行場ルートに変更された上で廃止。80～95分間隔で、1日10往復運転されていた。
三鷹駅・三鷹市役所・杏林大学病院と、市内北東部の牟礼・井の頭地区、京王井の頭線三鷹台駅を結んでいた。人見街道経由だが、新川通り停留所は通らない。
過去に経路変更が行われているが、廃止直前のルートは、杏林大学病院 - 三鷹第一小学校間の循環経路（三鷹中等教育学校・丸池公園入口・南新川停留所経由）が、三鷹駅方向・三鷹台駅方向で異なる複雑なルートとなっていた。

### 三鷹台・飛行場ルート

#### 廃止直前のルート
- 三鷹台駅 - 杏林大学病院 - 三鷹農協前 - 三鷹中央防災公園・元気創造プラザ - 三鷹市役所前 - 野崎（人見街道）- 大沢 - 調布飛行場

2017年3月30日開業。西部ルートと三鷹台ルートが統合される形で路線再編されて運行開始。京王井の頭線三鷹台駅と調布飛行場を結ぶ路線に変更された。「三鷹中央防災公園・元気創造プラザ」の開設（正式オープンは同年4月1日）にともない経由するようになった。
西部ルートとの統合後は三鷹駅を経由しなくなり、三鷹台駅とJR中央線の鉄道駅を結ぶバス路線は消滅した。
大沢 → 大沢十字路 → 調布飛行場 → 大沢コミュニティセンター → 天文台裏 → 大沢が循環経路となっていた。大沢 - 調布飛行場は、ループ状の一方通行になっていた。
2022年10月24日、三鷹台・杏林大学病院ルートに変更された上で廃止。

## 車両

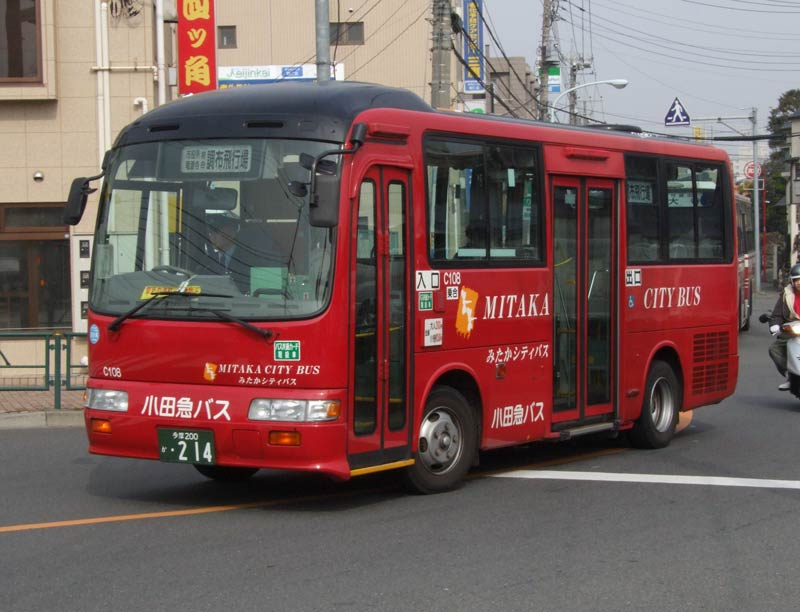
「赤とんぼバス」で使用されていた日野・リエッセ
（小田急バス C108号車）※除籍済

### 赤とんぼバス
「赤とんぼバス」の愛称が付けられた、赤い塗色の専用車（小型車）が使用される。車両運用上の都合により一般路線用の小型車や、まれに小田急バスのムーバス専用車両が代走する場合もある。
小田急バスの車両は赤色、京王バスの車両はFC東京のチームカラーを模した赤地に青のツートンカラー（ともに屋根の部分は黒）。赤とんぼが2匹並んで飛ぶオレンジ色のマークと「MITAKA CITY BUS」の白抜き文字が入る。
「赤とんぼバス」では、ノンステップバスの日野・ポンチョ（2代目HX系、2ドアロングボディ）が使用されており、2011年に導入されたC141（除籍済）が初代車両の日野・リエッセ（C101）を置き換えた。2012年の新川・中原ルート開業時は、小田急バス・京王バス（L21210号車）ともにポンチョを採用した。2013年までに「赤とんぼバス」全車両がポンチョに代替され、リエッセでの運行は終了している。

#### ラッピングカラー
2017年3月30日の路線再編時より、「赤とんぼバス」のポンチョに「Poki（ポキ）」ラッピングが施された。現在は「緑と水の公園都市 三鷹」の文字と名産品のキウイフルーツをあしらったデザインのラッピングがされている。小田急バスの「赤とんぼバス」全車両が対象で、京王バスの車両はラッピングされなかった。
1. 緑 - C188（2022年式）
2. 青 - C151
3. 水色 - C160
4. 紫 - C159
5. オレンジ - C155
6. 黄色 - C156：

#### 過去の車両
初代「赤とんぼバス」専用車両として日野・リエッセが採用され、バリアフリー対策として、KC-代より全車が車椅子用リフト付きのステップリフトバスで導入された。1998年の北野ルート運行開始時に「赤とんぼ」カラーのC101（KC-RX4JFAA、1997年式）が導入され、2000年の三鷹台ルート開業時にC102（KK-RX4JFEA）が増備された。
C101・C102は、童謡「赤とんぼ」作詞者の三木露風の出身地である兵庫県龍野市（現：たつの市）との姉妹都市提携を記念して、オリジナルチョロQ2台セットが発売されている。
さらに翌2001年の西部ルート（3月30日）・明星学園ルート（10月1日）開業に伴い、C111・C112（KK-RX4JFEA）が導入された。
2013年にみたかシティバスの運用を離脱したリエッセのうち、C111は小田急バスカラーに戻されて調布飛行場線（調40系統、当時は武蔵境営業所が担当）の運用に就いていたが、2015年に登戸営業所へ転属して貸切登録され、小田急バスカラーで残る唯一のリエッセとなった。
またC112は、2013年にいすゞ・エルガ（431号車、元：06-C9175、PJ-LV234L1）とともに生田研修所の安全運転訓練車となった。社番は「421号車」と改番され、登録番号も白ナンバー（自家用登録）の「川崎200は334」に変更、エルガ431号車とともに小田急バス創立60周年記念復刻塗装に変更された。安全運転訓練車は2台とも生田営業所（当時、現：生田折返場）の敷地内に留置されており、営業所の前の津久井道からよく見えた。その後2015年、登戸営業所へ転属してC111と同様に貸切登録され、社番「E421」となった。なおその際に営業ナンバー（緑ナンバー）を再取得し「川崎200か1512」と変更されている。

### 三鷹の森ジブリ美術館ルート
スタジオジブリによるオリジナルデザインの、黄色地に白色でジブリキャラクターのイラストが描かれた専用車が使用される。臨時便の増発などは小田急バスの一般路線バス用車両が充当される場合もある。三鷹の森ジブリ美術館ルートでは、バス停留所ポールのデザインもジブリ仕様となっている。
初代車両は「赤とんぼバス」と同じく日野・リエッセを採用し、ジブリ専用カラーで登場したが、輸送力強化のため中型車に全車代替され、リエッセでの運行は終了した。
2001年10月1日の三鷹の森ジブリ美術館ルート運行開始時に、黄色いジブリ専用カラーの日野・リエッセ（C109・C110、KK-RX4JFEA）が2台導入された。「赤とんぼバス」同様、車椅子用リフト付きステップリフトバスである。
2011年4月より中型ノンステップバスのいすゞ・エルガミオ（C147・C148、PDG-LR234J2）がジブリ専用カラーで導入され、初代リエッセを置き換えた。アニメ『となりのトトロ』に登場するネコバスの目を表現するため、特注で日野・レインボーIIと同じ2つ目ヘッドライトを採用しており、全国で2台のみの特注仕様となっている。
また2016年10月より、一般路線用のエルガミオ（C3012、SDG-LR290J1）を1台、ジブリ専用カラーに変更して追加し、さらに輸送力を増強した。こちらの車両は通常のエルガミオと同じ4つ目ヘッドライトとなっている。

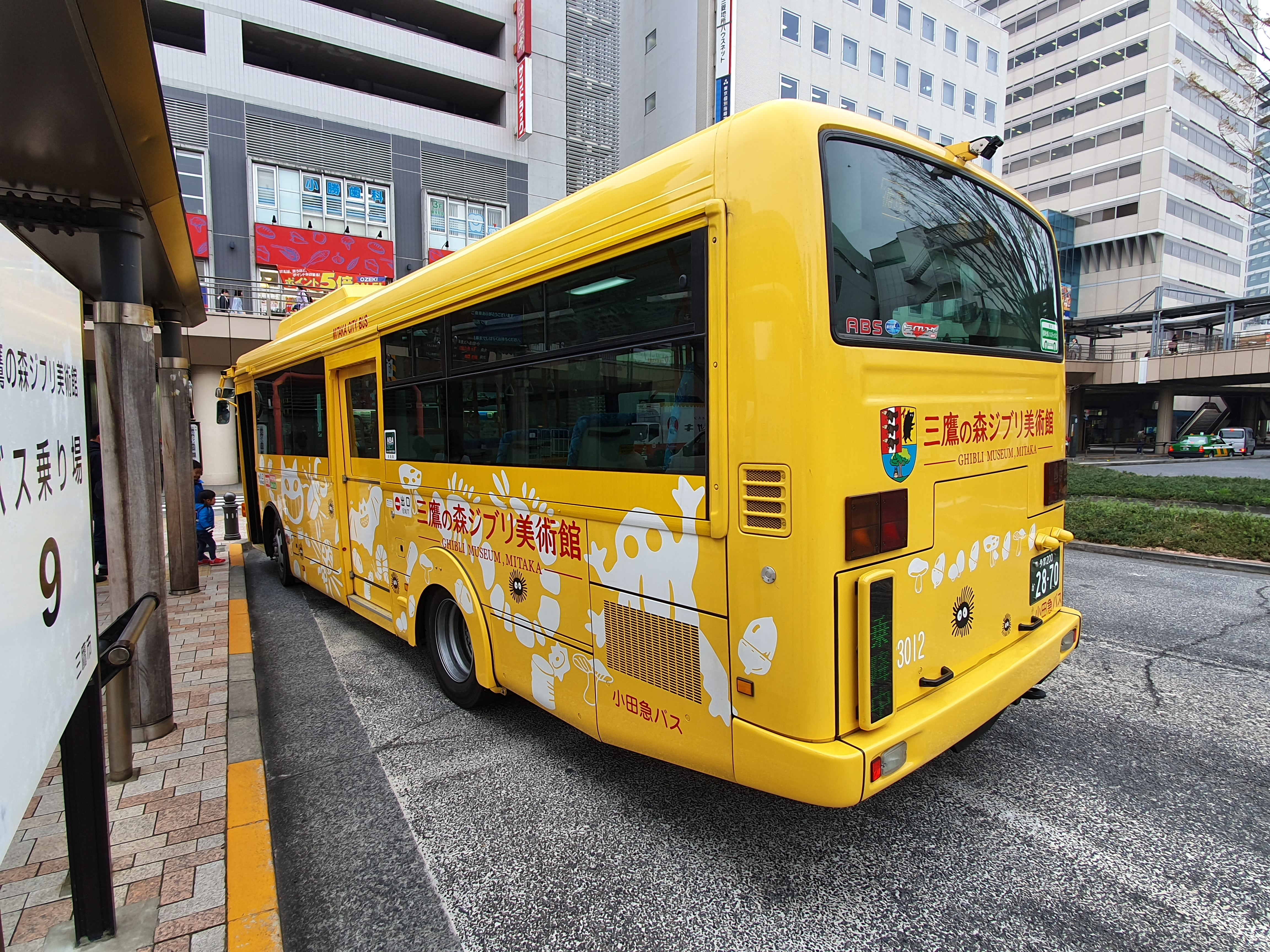
「三鷹の森ジブリ美術館ルート」現行車両のいすゞ・エルガミオ ジブリキャラクターのイラストが描かれている。 三鷹駅南口にて（小田急バス C3012号車）
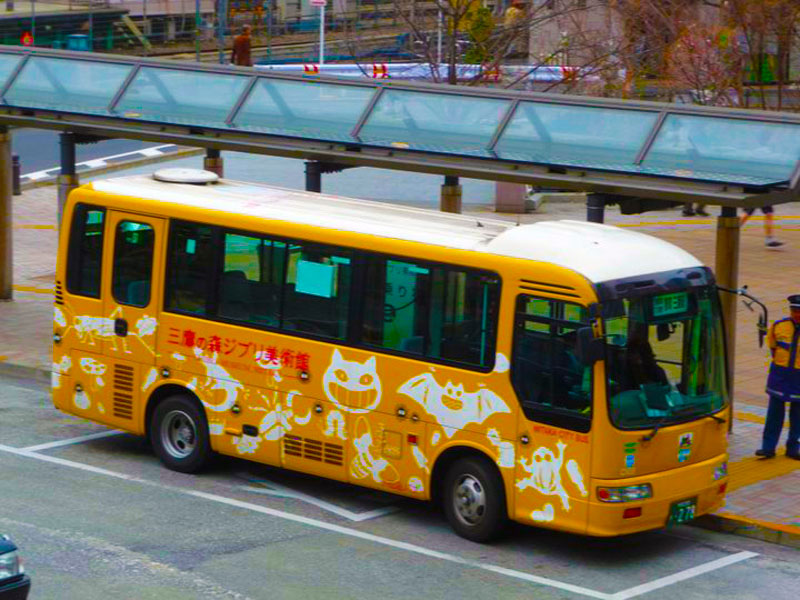
「三鷹の森ジブリ美術館ルート」初代車両の日野・リエッセ 三鷹駅南口にて（小田急バス C109号車）※除籍済
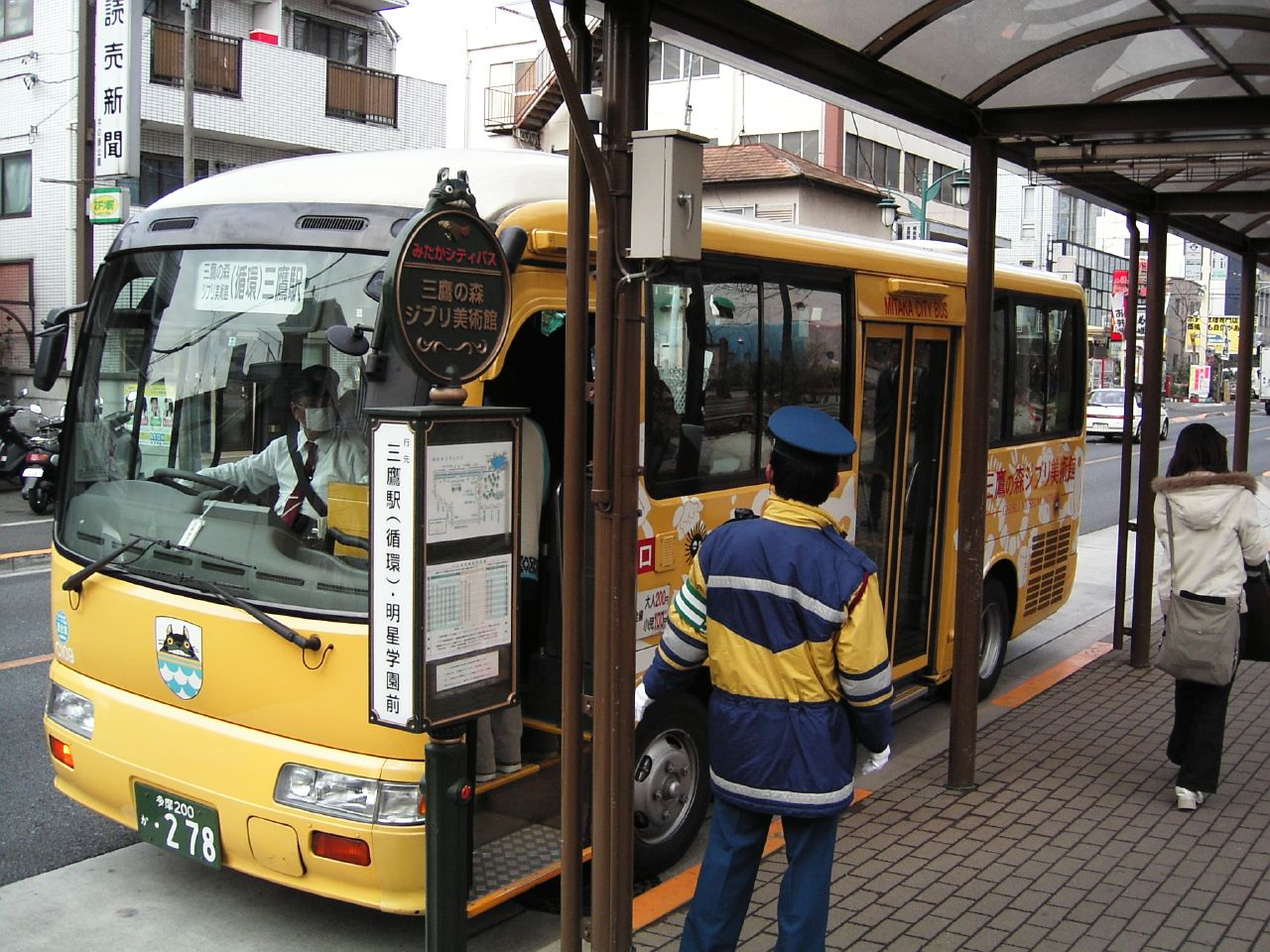
「三鷹の森ジブリ美術館ルート」初代車両と専用バス停 三鷹の森ジブリ美術館バス停にて（小田急バス C109号車）※除籍済